# Fernanda Alves

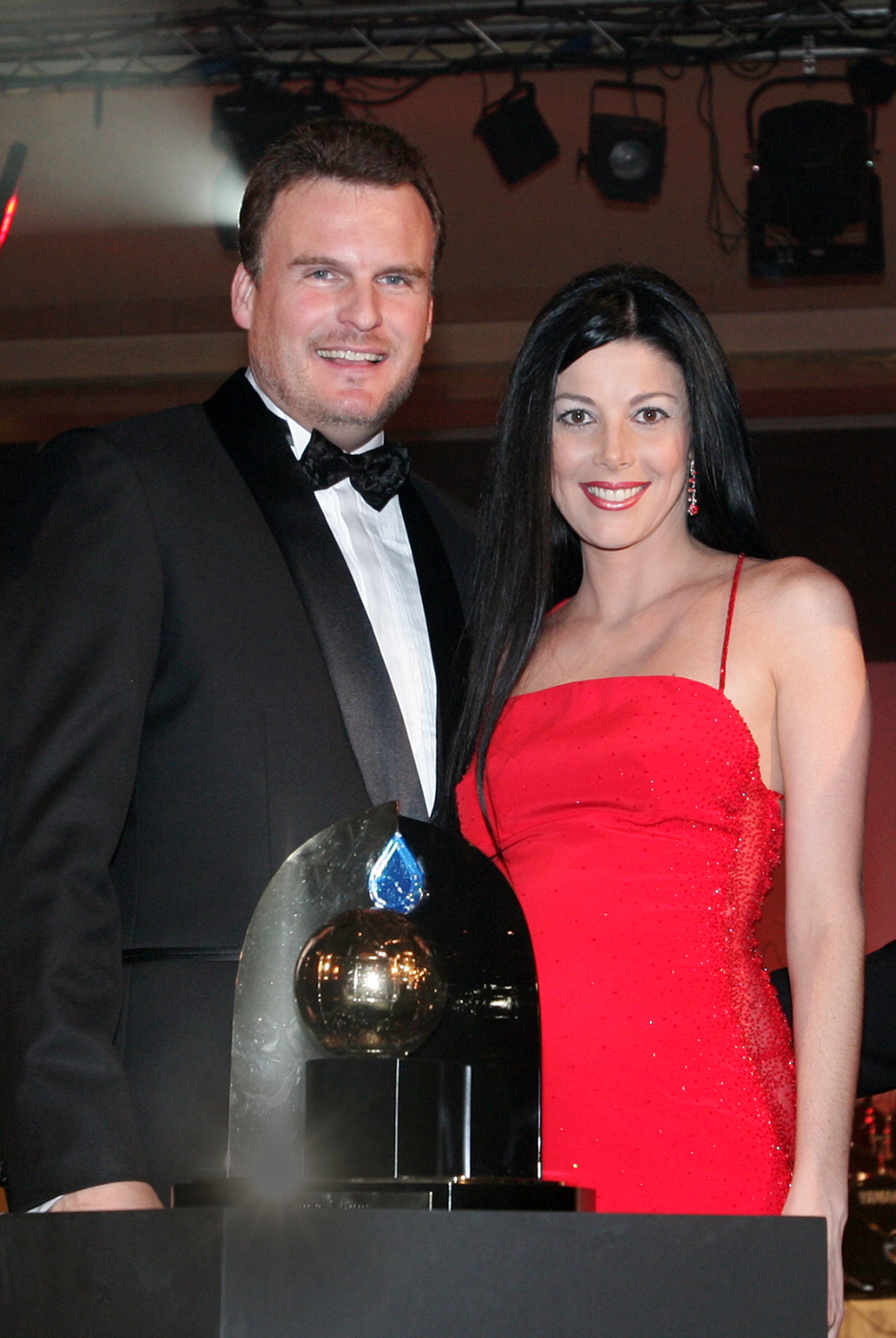
Fernanda Alves và chồng của cô, Matthias Schmelz

Fernanda Alves đến từ Bồ Đào Nha là người đầu tiên và duy nhất của đất nước này từng đăng quang ở một trong 4 cuộc thi nhan sắc lớn nhất thế giới. Cô giành được vương miện Hoa hậu Quốc tế vào năm 1996 tại Kanazawa, Nhật Bản.
Fernanda trước đó đã có khá nhiều kinh nghiệm trong đấu trường nhan sắc. Đặc biệt, cô luôn nằm trong top 3 người đẹp nhất ở bất cứ cuộc thi nào mà cô tham gia. Một số danh hiệu đáng kể của Fernanda là Hoa hậu tuổi teen (Nam Phi, 1993), Hoa hậu Bồ Đào Nha ở Nam Phi (Tháng 3, 1996) và Á hậu 2 tại cuộc thi hoa hậu Bồ Đào Nha (Tháng 5, 1996).
Năm 1999, Cô kết hôn với triệu phú Matthias Schmelz tại Costa Rica. 2 người định cư ở Estoril, Bồ Đào Nha và có hai con là Electra và Fernando.